# Miguel Hidalgo, Papantla
Miguel Hidalgo är en ort i Mexiko.   Den ligger i kommunen Papantla och delstaten Veracruz, i den sydöstra delen av landet, 220 km öster om huvudstaden Mexico City. Miguel Hidalgo ligger 214 meter över havet och antalet invånare är 283.
Terrängen runt Miguel Hidalgo är platt åt nordost, men åt sydväst är den kuperad. Miguel Hidalgo ligger uppe på en höjd. Runt Miguel Hidalgo är det ganska tätbefolkat, med 83 invånare per kvadratkilometer. Närmaste större samhälle är Martínez de la Torre, 18,3 km sydost om Miguel Hidalgo. Trakten runt Miguel Hidalgo består till största delen av jordbruksmark.